# 佐藤竺
佐藤竺（日语：／ Satō Atsushi，1928年—），是日本的行政學者。专业是行政學，地方自治。

## 簡歷
1928年，東京府出生。1951年3月，畢業東京帝國大學法學部政治學科，進到同大學院。1960年，成蹊大學法學部政治學科助教授。1966年，同教授。1986年〜1990年 日本行政學會會長。1998年〜2002年 地方自治綜合研究所所長。

## 著作
- 『開發行政』（日本行政學會編，勁草書房，1964年）
- 『現代的地方政治』（日本評論社，1965年）
- 『公害行政』（日本行政學會編，勁草書房，1968年）
- 『日本的自治和行政（上）（下）』（敬文堂，2007年）